# Février 1890

## Événements
- 13 février : début du règne de Seyyid Ahmed ibn Thoeïn, sultan de Zanzibar (fin en 1896).
- 18 février : catastrophe minière à La Machine (Nièvre) ; un coup de poussière tue 43 mineurs[1] au puits Marguerite. Certaines familles, décimées, quitteront la ville.

Extraits du registre d'état-civil (Décès) de LA MACHINE, NIÈVRE.
Le Dix Huit Février 1890, au Puits MARGUERITE, à quatre heures du soir,
-1-MARTIN Louis (56 ans),
-2-CHAUMEREUILLE Jean (59 ans),
-3-PERRUCHOT Pierre (46 ans),
-4-DOBINET Jacques (44 ans),
-5-GUILLAUMOT Pierre (46 ans),
-6-BLATHERON Antoine (44 ans),
-7-BEUGNON Jean claude (29 ans),
-8-PETERS Pierre Marie (33 ans),
-9-BARBIER Jean (41 ans),
-10-MOREAU François (50 ans),
-11-MOREAU François (26 ans),
-12-JOLY Louis (43 ans),
-13-DESBOEUF François (24 ans),
-14-LAPETITE Jean (40 ans),
-15-CARRÉ Jean-Baptiste (15 ans),
-16-LAVRAULT Jean (17 ans),
-17-BELVAULT Charles (20 ans).
Le même jour, à cinq heures du soir, au Puits des ZAGOTS:
-18-BUCHERON Pierre (52 ans),
-19-MORIN Jean Marie (32 ans),
-20-BOURÇON Pierre (32 ans,
-21-BOULOT François (35 ans),
-22-PRÉVOT Joseph (56 ans),
-23-BATHELIER Émile (34 ans),
-24-GAUTBRON Marc (44 ans),
-25-BARBIER Claude (43 ans),
-26-VRINAT Jacques (30 ans),
-27-BONDOUX Jules (29 ans),
-28-LEMAITRE Charles (36 ans),
-29-BATHELIER Jean (41 ans),
-30-PLANTARD Claude (57 ans),
-31-LEPERE Nicolas (45 ans),
-32-THIEBAUX Charles (30 ans),
-33-FRADET Jean (31 ans),
-34-BIGARD François (29 ans),
À leur domicile, des suites de l'explosion du 18 février:
Le 19 02 1890 :
-35-MARSIOT François (51 ans),
-36-CARRÉ Abel (18 ans),
-37-CARRÉ François (55 ans),
-38-MALLEVILLE Étienne (40 ans),
-39-BOUVIER Louis (32 ans),
-40-CARDY Nicolas (35 ans),
Le 20 02 1890 :
-41-GONIN Germain (18 ans),
-42-CORTERAT Jean (46 ans).
- 20 février :

- - Prise de Cotonou. La France tente un coup de force contre le Dahomey. La marine bombarde Cotonou et massacre une partie de sa population.
  - Recul des conservateurs aux législatives en Allemagne au profit du Zentrum et du parti social démocrate, qui obtient 1 427 000 voix.

## Naissances
- 15 février : Hector Heusghem, coureur cycliste belge († 29 mars 1982).
- 27 février : Paweł Parniak, supercentenaire polonais († 27 mars 2006, 116 ans).
- 28 février :
  - Émile Simon, peintre français († 25 septembre 1976).
  - Claude Guyot, enseignant, résistant et homme politique français.

## Décès
- 8 février : Giuseppe Pecci, cardinal et jésuite italien (° 15 décembre 1807).
- 25 février : Octavie Marie Elisabeth de Lasalle von Louisenthal, peintre française (° 16 décembre 1811).